# Jockfall
Jockfall är en tidigare småort och tidigare tätort i Överkalix kommun, med 19 bofasta invånare (2022). Orten ligger på Kalixälvens östra strand, vid vattenfallet Jockfallet, cirka 15 km norr om norra polcirkeln och 45 km norr om Överkalix. Kalixälvens enda laxtrappa finns i Jockfallet. 2014 passerade här nästan 7 200 laxar. 2015 hade folkmängden inom småorten minskat till under 50 personer och denna upplöstes.
Som tätort hade Jockfall namnet Jock. Stavningen Jokk används ibland felaktigt för orten av folk som tror det är samiskt.

## Historik
Den första nybyggaren i Jockfall hette Jockim Mickelsson. Han nämns första gången i kyrkböckerna när han gifter sig år 1654. Som nybyggare bör han ha fått ett antal års skattefrihet och blir skattskyldig först 1656 då han första gången nämns i mantalslängden. Platsen kallades ursprungligen "Kengis" (ej att förväxla med Kengis vid Torneälven) och räknades till byn Narken. Under 2017 lade Skanova ner det kopparbaserade telenätet på orten.

### Befolkningsutveckling
| Befolkningsutvecklingen i Jockfall 1960–2010                                                              | Befolkningsutvecklingen i Jockfall 1960–2010 | Befolkningsutvecklingen i Jockfall 1960–2010 | Befolkningsutvecklingen i Jockfall 1960–2010 | Befolkningsutvecklingen i Jockfall 1960–2010 |
| --- | -------------------------------------------- | -------------------------------------------- | -------------------------------------------- | -------------------------------------------- |
| |                                              |                                              |                                              |                                              |
| År |                                              |                                              | Folkmängd                                    | Areal (ha)                                   |
| 1960 | 1960                                         |                                              | 298                                          |                                              |
| 1965 | 1965                                         |                                              | 282                                          |                                              |
| 1970 | 1970                                         |                                              | 240                                          |                                              |
| 1990 | 1990                                         |                                              | 99                                           | 25#                                          |
| 1995 | 1995                                         |                                              | 98                                           | 52#                                          |
| 2000 | 2000                                         |                                              | 77                                           | 52#                                          |
| 2005 | 2005                                         |                                              | 59                                           | 52#                                          |
| 2010 | 2010                                         |                                              | 53                                           | 49#                                          |
| Anm.: 1960 till 1970 under namnet Jokk. Upphörde som tätort 1975. Upphörde som småort 2015. # Som småort. |                                              |                                              |                                              |                                              |

## Samhället
I Jockfall finns en fiskecamping med stugor och husvagnsplatser, minilivs, restaurang och pub. Byaföreningen erbjuder vandrarhemslogi i den nu nedlagda skolan. I byn ligger Jocks kapell.

## Näringsliv
Jockfalls invånare har traditionellt arbetat inom skogsbruket och flottningen samt med gårdsjordbruk innan skogsbruket industrialiserades och större delen av 1940-1960-talsgenerationerna flyttade för att söka arbete i andra orter. I dagsläget är de bofasta som är yngre än 65 år till största del anställda av kommunen inom skola och omsorg.

## Natur
Jockfall är bekant för sitt laxfiske och som en fiskedestination. I Jockfall finns förutsättningar för forspaddling, vandring samt cykel- och snöskoterturer utmed med det nätverk av gång- och cykelstigar/skoterleder som sammanbinder bland annat historiska skogsarbetar- och flottarkojor.
Jockfall är en av tävlingsplatserna i "Världens längsta fisketävling", Harrens dag, som anordnas i slutet av juli varje år.